# Джибути (город)
Джибу́ти (фр. Ville de Djibouti; араб. جيبوتي‎) — столица государства Джибути (с 1977 года). Является самостоятельной административной единицей наряду с регионами Джибути. Население — 475 332 жителя (2009 год).

## Этимология
Город основан в 1883 году на мысе Рас-Джибути, сложенном мелкими коралловыми рифами. Название объясняют неровной поверхностью мыса и примыкающего к нему побережья (арабское рас «мыс»).

## История

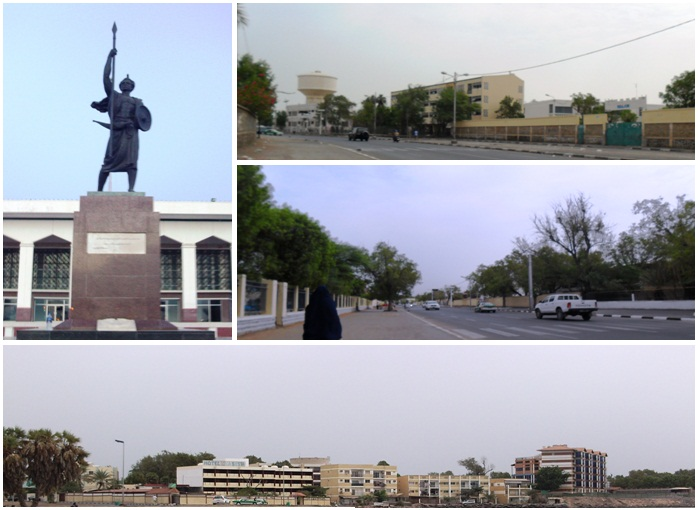

Город основан в 1883 году, с 1892 года административный центр колонии Французский Берег Сомали, с 1981 года Джибути — свободный порт.

## География
Город находится на побережье Аденского залива.

### Климат
Климат Джибути чрезвычайно жаркий, похож на климат Хартума и является тропическим пустынным. Для него характерны небольшие сезонные колебания температуры. Зима умеренно жаркая, с небольшим количеством осадков. Лето в городе исключительно жаркое — самая высокая температура, которая была зафиксирована в городе, составила +54 °C. Средняя температура января +25 °C, июля +36 °C. Осадков выпадает очень мало — всего 160 мм, все в осенне-зимний период.
| Показатель                    | Янв. | Фев. | Март | Апр. | Май  | Июнь | Июль | Авг. | Сен. | Окт. | Нояб. | Дек. | Год   |
| ----------------------------- | ---- | ---- | ---- | ---- | ---- | ---- | ---- | ---- | ---- | ---- | ----- | ---- | ----- |
| Абсолютный максимум, °C       | 34   | 37   | 41   | 44   | 50   | 52   | 54   | 53   | 50   | 45   | 43    | 37   | 54    |
| Средний суточный максимум, °C | 28,7 | 29,0 | 30,2 | 32,0 | 34,9 | 39,0 | 41,7 | 41,4 | 37,2 | 33,1 | 30,8  | 29,3 | 33,9  |
| Средняя температура, °C       | 25,1 | 25,8 | 27,0 | 28,7 | 30,9 | 34,2 | 36,4 | 36,0 | 33,0 | 29,4 | 26,9  | 25,5 | 29,9  |
| Средний суточный минимум, °C  | 21,5 | 22,5 | 23,8 | 25,4 | 27,0 | 29,3 | 31,1 | 30,6 | 28,9 | 25,6 | 23,1  | 21,6 | 25,9  |
| Абсолютный минимум, °C        | 19   | 18   | 21   | 21   | 21   | 22   | 22   | 22   | 23   | 21   | 18    | 17   | 17    |
| Норма осадков, мм             | 10,0 | 18,8 | 20,3 | 28,9 | 16,7 | 0,1  | 6,2  | 5,6  | 3,1  | 20,2 | 22,4  | 11,2 | 163,5 |
| Источник: BBC Weather,        |      |      |      |      |      |      |      |      |      |      |       |      |       |

## Экономика
Порт на южном берегу залива Таджура Индийского океана — транзит грузов, идущих через Суэцкий канал, вывоз в основном кож и шкур, а также кофе из Эфиопии, ввоз нефти и нефтепродуктов, готовых промышленных изделий (обслуживает также свыше 1/2 внешнеторговых операций Эфиопии).

## Транспорт
Город Джибути является крупным транспортным узлом страны. Дороги, ведущие из города, соединяют его с другими населёнными пунктами, а также с Сомали и Эфиопией. Общественный транспорт обеспечивается автобусами. Значительное число жителей города пользуются местными микроавтобусами и такси. Главным автобусным узлом города является Центральный автовокзал.
В 5 км от города расположен Международный аэропорт Джибути-Амбули. В аэропорту есть ВИП-терминал, обслуживающий официальных лиц.
Порт Джибути является основным морским пунктом для импорта и экспорта из соседней Эфиопии. Несколько причалов в порту зарезервированы для иностранных ВМС. Порт также служит международным заправочным центром и перевалочным узлом. Имеется судоверфь.
Город Джибути является конечной станцией железной дороги Аддис-Абеба—Джибути. Железная дорога стандартной колеи построена на новом, более прямом пути, находящемся параллельно старому, что позволяет значительно увеличить скорость. Новые станции были построены за пределами городских центров, а старые станции были выведены из эксплуатации. Президент Джибути Исмаил Омар Гелле и премьер-министр Эфиопии Хайлемариам Десалень присутствовали на торжественном открытии нового участка.